# Fraternité-terreur
 (août 2021).
La fraternité-terreur, en philosophie politique, est une phase d'une révolution, où la violence de l'État révolutionnaire s'abat sur ceux qui ne respectent pas les principes de fraternité qu'il exalte. Il s'agit d'un concept de Jean-Paul Sartre, repris par Mona Ozouf.

## Concept
Dans la Critique de la raison dialectique, le philosophie Jean-Paul Sartre étudie les mécanismes sociaux à l’œuvre durant des phases révolutionnaires. Il remarque que la fraternité est particulièrement exaltée durant ces moments où les régimes basculent. Ainsi, le Club des cordeliers et Robespierrisme en avaient fait une vertu cardinale et avaient proposé de l'inscrire sur le drapeau français. Cette phase d'exaltation suit la phase du « groupe en fusion », qui est celle où l'acte révolutionnaire, comme la prise de la Bastille, s'accomplit et est reconnu comme le moment fondateur,.
Sartre souligne le lien qui relie la fraternité avec des épisodes de terreur politique, tels que la Terreur. Selon lui, le climat politique des révolutions oblige un respect strict de la fraternité, ou de ce qui est perçu comme telle, et punit sévèrement tout manquement ; le régime glisse vers l'autoritarisme,. Dans L'Idiot de la famille (volume 2), Sartre écrit que « cette collectivité, une des plus impérieuses qui soient, est terroriste en permanence et souvent terrorisée par les sociétés secrètes qu'elle recèle en son sein ».
Ainsi, chaque militant pris dans l'engrenage de la fraternité peut subir à tout moment une peine lourde, pouvant aller jusqu'à la mort, s'il vient à flancher dans son engagement. Il s'agit donc là de la réalisation de la dialectique fondamentale du groupe révolutionnaire, qui va passer d'une « libre violence faite par les hommes au malheur et à l’impossibilité de vivre ». La fraternité-terreur est une phase majeure du devenir de l'élite révolutionnaire. Sartre considère son concept comme un modèle généralisable pour tout groupe humain accédant à l'Histoire.
Par conséquent, la fraternité et son exigence sont un préalable à la terreur politique. Robespierre avait par exemple développé, à partir de 1793, une conception fermée de la fraternité, basée sur une récrimination constante de l'ennemi intérieur et du « parti de l'étranger ». Il avait déclaré que « dans un peuple libre, il n'y a que des frères ou des ennemis ». La fraternité civile ne serait qu'une « guerre civile latente ». Les auteurs sont alors particulièrement exposés.
Sartre considère que la fraternité-terreur n'est pas une étape obligée. Loin d'être fatale, « on peut essayer de remplacer la contrainte par une exigence plus fondamentale de liberté », qui permettrait d'écarter tout trouble terroriste. Dans tous les cas, la phase de fraternité-terreur s'achève sur une institutionnalisation d'une élite.

## Postérité
Mona Ozouf a mobilisé le concept sartrien pour mettre en lumière l'ambiguïté des relations fraternelles, du niveau micro au niveau politique, qui sont particulièrement instables, et dont l'exigence est un signe de la fragilité.
Bernard-Henri Lévy soutient que Sartre a approuvé le passage par la fraternité-terreur durant sa phase maoïste. Sartre aurait alors été attiré par la philosophie politique hégélienne.